# دوشیزه قاره
دوشیزه قاره مسابفاتی است که در شیکاگو ایلی‌نوی برگزار میشود سالانه نمایش مجلل زیبایی افراد فراجنسیتی است که در سال ۱۹۸۰ تأسیس شده‌است .این مسابقات شبیه مسابقات ملکه زیبایی است با این تفاوت که افرادی که تغییر جنسیت مرد به زن انجام داده‌اند در آن شرکت میکنند. 
دوشیزه قاره حال Zhané Dawlingz از آمریکا است.

## برندگان
- ۱۹۸۰: Chilli Pepper  آمریکا
- ۱۹۸۱: Heather Fontaine  آمریکا
- ۱۹۸۲: Tiffany Arieagus  آمریکا
- ۱۹۸۳: Chena Black  آمریکا
- ۱۹۸۴: Cherine Alexander  آمریکا
- ۱۹۸۵: Maya Douglas  آمریکا
- ۱۹۸۶: Tandi Andrews  آمریکا
- ۱۹۸۷: Dana Douglas  آمریکا
- ۱۹۸۸: Kelly Lauren  آمریکا
- ۱۹۸۹: Lakesha Lucky  آمریکا
- ۱۹۹۰: Chanel Dupree  آمریکا
- ۱۹۹۱: Amber Richards  آمریکا
- ۱۹۹۲: میمی مارکس  آمریکا
- ۱۹۹۳: Monica Munro  آمریکا
- ۱۹۹۴: Cézanne  آمریکا
- ۱۹۹۵: Lady Catiria  آمریکا
- ۱۹۹۶: Paris Frantz  آمریکا
- ۱۹۹۷: Tasha Long  آمریکا
- ۱۹۹۸: Michelle Dupree  آمریکا
- ۱۹۹۹: Tommie Ross  آمریکا
- ۲۰۰۰: Danielle Hunter  آمریکا
- ۲۰۰۱: کندی کین  آمریکا
- ۲۰۰۲: Yoshiko Oshiro  آمریکا
- ۲۰۰۳: Erika Norell  آمریکا
- ۲۰۰۴: Erica Andrews  آمریکا
- ۲۰۰۵: Domanique Shappelle  آمریکا
- ۲۰۰۶: Victoria Le Paige  آمریکا
- ۲۰۰۷: Necole Luv Dupree   آمریکا
- ۲۰۰۸: Tulsi  آمریکا
- ۲۰۰۹: Armani Stevens  آمریکا
- ۲۰۱۰: Mokha Montrese  آمریکا
- ۲۰۱۱: Gabrielle Sherrington  آمریکا
- ۲۰۱۲: ساشا کولبی  آمریکا
- ۲۰۱۳: Naysha Lopez  آمریکا
- ۲۰۱۴: بروک لین هایتس  کانادا
- ۲۰۱۵: Tiffany T. Hunter  آمریکا
- ۲۰۱۶: جازل باربی رویال  آمریکا
- ۲۰۱۷: Shantell D’Marco  آمریکا
- ۲۰۱۸: Stasha Sanchez  آمریکا
- ۲۰۱۹: ونسا ون کارتیه  هلند
- ۲۰۲۰: برگزار نشد
- ۲۰۲۱: Juliana Rivera  آمریکا
- ۲۰۲۲: Sunny Dee-Lite  آمریکا
- ۲۰۲۳: Zhané Dawlingz  آمریکا